# Hoắc Nguyên Giáp (EP của Châu Kiệt Luân)
Hoắc Nguyên Giáp (tiếng Trung: 霍元甲) là EP thứ ba của ca sĩ người Đài Loan Châu Kiệt Luân, được phát hành vào ngày 20 tháng 1 năm 2006 bởi Sony Music Taiwan.

## Danh sách nhạc phẩm
1. "Hoắc Nguyên Giáp" (霍元甲)
2. "Mất mặt" (獻世)

### MV thêm
1. "Dạ khúc" (夜曲)
2. "Cơn bão màu xanh" (藍色風暴)
3. "Tóc như tuyết" (發如雪)
4. "Chiếc áo len đen" (黑色毛衣)
5. "Giữa muôn trùng vây" (四面楚歌)
6. "Phong" (楓)
7. "Chiếc phone lãng mạn" (浪漫手機)
8. "Xếp hàng ngược" (逆鱗)
9. "Kẹo mạch nha" (麥芽糖)
10. "Biển san hô" (珊瑚海)
11. "Lết bánh" (飄移)
12. "Hướng về phương bắc" (一路向北)

## Giải thưởng
| Giải thưởng              | Hạng mục                       | Đối tượng đề cử                         | Kết quả   |
| ------------------------ | ------------------------------ | --------------------------------------- | --------- |
| Giải Kim khúc lần thứ 18 | Nhà sản xuất đơn xuất sắc nhất | Châu Kiệt Luân cho "Hoắc Nguyên Giáp"   | Đoạt giải |
| Giải Kim khúc lần thứ 18 | Biên khúc xuất sắc nhất        | Hồng Kính Nghiêu cho "Hoắc Nguyên Giáp" | Đề cử     |